# トヨタカローラ高知
トヨタカローラ高知株式会社（とよたかろーらこうち）は、高知県高知市に本社を置く、トヨタ自動車の正規ディーラー（トヨタカローラ店）である。西山グループ傘下。

## 沿革
- 1965年2月 高知市北本町3-8-17にてトヨタパブリカ高知として創業
- 1967年10月 安芸営業所（現・安芸店）開設
- 1968年4月 中村営業所（現・中村店）開設
- 1969年3月 商号をトヨタカローラ高知株式会社に変更
- 1970年6月 南国営業所（現・南国店）開設
- 1970年11月 須崎営業所（現・須崎店）開設
- 1971年12月 高知市一宮に本社新築移転
- 1976年12月 朝倉営業所（現・朝倉店）開設
- 1980年10月 高須マイカーセンター（現・葛島店）開設
- 1997年6月 パル潮江（現・潮江店）開設
- 1998年5月 カーポイント金田（現・金田店）開設
- 2001年1月 累計販売10万台達成
- 2003年2月 一宮店全面リニューアル
- 2003年9月 葛島店全面リニューアル
- 2011年9月 BPセンター開設
- 2016年7月 南国店を改装リニューアル
- 2020年10月 西山合名の中間持株会社「KTGホールディングス株式会社」を設立。高知エリアの西山グループトヨタディーラー4社の経営を当該会社に集約。

## 店舗

### 新車
- 本社・一宮店 - 高知市一宮南町1丁目9-10
- 朝倉店 - 高知市曙町1丁目2-18
- 南国店 - 南国市田村乙2075
- 安芸店 - 安芸市矢ノ丸1丁目6-31
- 須崎店 - 須崎市吾井ノ郷乙1807-5
- 中村店（U-car併設） - 四万十市具同2743-1

### 中古車
- 金田店 - 高知市北金田1-12

## 高知県内のその他のトヨタ車販売店
- 高知トヨタ自動車（トヨタ店、西山グループ）
- 高知トヨペット（トヨペット店、西山グループ）
- ネッツトヨタ南国（ネッツ店、西山グループ）
  - 以上の3社はカローラ高知を含め4年交代でよさこい祭りに出場している。
- ネッツトヨタ高知（ネッツ店、TNYホールディングス・ネッツトヨタ山口傘下）